# Fußball-Weltmeisterschaft 2014/Südkorea
Dieser Artikel behandelt die südkoreanische Fußballnationalmannschaft bei der Fußball-Weltmeisterschaft 2014. Südkorea nahm zum neunten Mal an der Endrunde teil und zum ersten Mal an einer Endrunde in Südamerika. Südkorea konnte sich von allen asiatischen Mannschaften am häufigsten für die Endrunde qualifizieren und ist seit 1986 ununterbrochen dabei. Wie alle asiatischen Mannschaften schied Südkorea in der Vorrunde aus.

## Qualifikation
Südkorea begann die Qualifikation unter Trainer Cho Kwang-rae in der dritten Qualifikationsrunde und traf dabei in Gruppe B auf den Libanon, Kuwait sowie die Vereinigten Arabischen Emirate und qualifizierte sich zusammen mit dem Gruppenzweiten Libanon für die vierte Runde. Nach gutem Start verlor Südkorea im vorletzten Gruppenspiel erstmals gegen den Libanon, worauf Cho entlassen und durch Choi Kang-hee ersetzt wurde, der aber die Mannschaft nur bis zum Ende Qualifikation betreuen wollte.
In der vierten Runde wurde abermals in Gruppen gespielt, jedoch wurden die Mannschaften in nur zwei Gruppen zu je fünf Teams aufgeteilt. In Gruppe A belegte Südkorea hinter der ebenfalls qualifizierten Mannschaft des Iran vor Usbekistan, Katar und erneut dem Libanon den zweiten Platz und qualifizierte sich für Brasilien. Die Qualifikation wurde am letzten Spieltag trotz eines 0:1 gegen den Iran perfekt gemacht, da Usbekistan beim 5:1 gegen Katar zwei Tore zu wenig erzielte. Die durch die schlechtere Tordifferenz drittplatzierte usbekische Mannschaft, konnte sich in der fünften Runde nicht gegen Jordanien durchsetzen und sich somit nicht für die interkontinentalen Playoffs gegen Uruguay qualifizieren. Nach der erfolgreichen Qualifikation trat Choi wie vereinbart zurück. Sein Nachfolger wurde Hong Myung-bo, unter dem die Olympiamannschaft 2012 die Bronzemedaille gewonnen hatte.

### Dritte Runde
| Pl. | Team                         | Sp. | S | U | N | Tore    | Diff. | Punkte |
| --- | ---------------------------- | --- | - | - | - | ------- | ----- | ------ |
| 1.  | Südkorea                     | 6   | 4 | 1 | 1 | 014:400 | +10   | 13     |
| 2.  | Libanon                      | 6   | 3 | 1 | 2 | 010:140 | −4    | 10     |
| 3.  | Kuwait                       | 6   | 2 | 2 | 2 | 008:900 | −1    | 08     |
| 4.  | Vereinigte Arabische Emirate | 6   | 1 | 0 | 5 | 009:140 | −5    | 03     |

Spielergebnisse
| Datum      | Ort          | Heimmannschaft | - | Gast     | Ergebnis  | Torschützen für Südkorea                              |
| ---------- | ------------ | -------------- | - | -------- | --------- | ----------------------------------------------------- |
| 02.09.2011 | Goyang       | Südkorea       | – | Libanon  | 6:0 (2:0) | Park (8., 45.+1, 67'), Ji (66., 85.), Kim J.-w. (82.) |
| 06.09.2011 | Kuwait (KUW) | Kuwait         | – | Südkorea | 1:1 (0:1) | Park (9.)                                             |
| 11.10.2011 | Suwon        | Südkorea       | – | VAE      | 2:1 (0:0) | Park (55.), al-Kamali (64./ET)                        |
| 11.11.2011 | Dubai (VAE)  | VAE            | – | Südkorea | 0:2 (0:0) | Lee K.-h. (88.), Park (90.+3)                         |
| 15.11.2011 | Beirut (LBN) | Libanon        | – | Südkorea | 2:1 (2:1) | Koo (20.)                                             |
| 29.02.2012 | Seoul        | Südkorea       | – | Kuwait   | 2:0 (0:0) | Lee D.-g. (65.), Lee K.-h. (71.)                      |

### Vierte Runde
| Pl. | Team       | Sp. | S | U | N | Tore    | Diff. | Punkte |
| --- | ---------- | --- | - | - | - | ------- | ----- | ------ |
| 1.  | Iran       | 8   | 5 | 1 | 2 | 008:200 | +6    | 16     |
| 2.  | Südkorea   | 8   | 4 | 2 | 2 | 013:700 | +6    | 14     |
| 3.  | Usbekistan | 8   | 4 | 2 | 2 | 011:600 | +5    | 14     |
| 4.  | Katar      | 8   | 2 | 1 | 5 | 005:130 | −8    | 07     |
| 5.  | Libanon    | 8   | 1 | 2 | 5 | 003:120 | −9    | 05     |

Spielergebnisse
| Datum      | Ort             | Heimmannschaft | - | Gast       | Ergebnis  | Torschützen für Südkorea                          |
| ---------- | --------------- | -------------- | - | ---------- | --------- | ------------------------------------------------- |
| 08.06.2012 | Doha (QAT)      | Katar          | – | Südkorea   | 1:4 (1:1) | Lee K.-h. (26., 80.), Kwak (55.), Kim S.-w. (64.) |
| 12.06.2012 | Goyang          | Südkorea       | – | Libanon    | 3:0 (1:0) | Kim B.-k. (30., 48,), Koo (90.)                   |
| 11.09.2012 | Taschkent (UZB) | Usbekistan     | – | Südkorea   | 2:2 (1:1) | Filiposyan (44./ET), Lee D.-g. (57.)              |
| 16.10.2012 | Teheran (IRN)   | Iran           | – | Südkorea   | 1:0 (1:0) |                                                   |
| 26.03.2013 | Seoul           | Südkorea       | – | Katar      | 2:1 (0:0) | Lee K.-h. (60.), Son (90.+6)                      |
| 04.06.2013 | Beirut (LBN)    | Libanon        | – | Südkorea   | 1:1 (1:0) | Kim C.-w. (90.+6)                                 |
| 11.06.2013 | Seoul           | Südkorea       | – | Usbekistan | 1:0 (1:0) | Shorakhmedov (43./ET)                             |
| 18.06.2013 | Ulsan (KOR)     | Südkorea       | – | Iran       | 0:1 (0:0) |                                                   |

Insgesamt wurden 46 Spieler eingesetzt, womit Südkorea neben Mexiko die meisten Spieler aller qualifizierten Mannschaften einsetzte. Nur Torhüter Jung Sung-ryong machte alle Spiele mit. Beste Torschützen waren Park Chu-young mit sechs Toren, der aber nur in sieben Spielen zum Einsatz kam, und Lee Keun-ho mit fünf Toren, der mit 12 Spielen der am häufigsten eingesetzte Feldspieler war. Weitere neun Spieler steuerten den Rest bei. Zudem profitierte Südkorea von drei Eigentoren gegnerischer Spieler, wobei insbesondere das Eigentor durch Akmal Shorakhmedov mitentscheidend für die Qualifikation war.

## Vorbereitung
Am 25. Januar spielte Südkorea in Los Angeles gegen Costa Rica, gewann mit 1:0 und verlor am 29. Januar in San Antonio gegen Mexiko mit 0:4 sowie am 1. Februar 2014 in Carson mit 0:2 gegen die USA, wobei aber keine in Europa tätigen Spieler zum Einsatz kamen. Ein Testspiel am 5. März in Piräus gegen Griechenland, bei dem auch wieder in der Bundesliga und der Premier League tätige Spieler zum Einsatz kamen, wurde mit 2:0 gewonnen (Torschützen: Park und Son) und am 26. Mai fand in Seoul ein Spiel gegen Tunesien statt, das mit 0:1 verloren wurde. Ein letztes Testspiel in Miami gegen WM-Teilnehmer Ghana am 9. Juni 2014 wurde mit 0:4 verloren.

## Kader
Am 8. Mai 2014 wurde der vorläufige Kader benannt, der danach auf 23 Spieler reduziert wurde. Sieben Spieler standen auch im Kader der letzten WM, als Südkorea im Achtelfinale ausschied.
| Nr. | Spieler         | Verein vor WM-Beginn   | Länderspiel- einsätze * | Länderspiel- tore * | Geburtsdatum       | Spiele | Tore | Gelbe Karten | Gelb-Rote Karten | Rote Karten | WM-Teilnahmen          | WM-Spiele (vor 2014) | WM-Tore (vor 2014) |
| --- | --------------- | ---------------------- | ----------------------- | ------------------- | ------------------ | ------ | ---- | ------------ | ---------------- | ----------- | ---------------------- | -------------------- | ------------------ |
| Torhüter |                 |                        |                         |                     |                    |        |      |              |                  |             |                        |                      |                    |
| 01 | Jung Sung-ryong | Suwon Bluewings        | 061                     | 0                   | 4. Januar 1985     | 2      | 0    | 0            | 0                | 0           | 2010                   | 4                    | 0                  |
| 21 | Kim Seung-gyu   | Ulsan Hyundai          | 005                     | 0                   | 30. September 1990 | 1      | 0    | 0            | 0                | 0           |                        |                      |                    |
| 23 | Lee Bum-young   | Busan IPark            | 000                     | 0                   | 2. April 1989      | 0      | 0    | 0            | 0                | 0           |                        |                      |                    |
| Abwehr |                 |                        |                         |                     |                    |        |      |              |                  |             |                        |                      |                    |
| 20 | Hong Jeong-ho   | FC Augsburg            | 025                     | 01                  | 12. August 1989    | 3      | 0    | 1            | 0                | 0           |                        |                      |                    |
| 06 | Hwang Seok-ho   | Sanfrecce HiroshimaM*  | 004                     | 0                   | 27. Juni 1989      | 1      | 0    | 0            | 0                | 0           |                        |                      |                    |
| 02 | Kim Chang-soo   | Kashiwa Reysol         | 009                     | 0                   | 12. September 1985 | 0      | 0    | 0            | 0                | 0           |                        |                      |                    |
| 05 | Kim Young-gwon  | Guangzhou EvergrandeM* | 021                     | 01                  | 27. Februar 1990   | 2      | 0    | 0            | 0                | 0           |                        |                      |                    |
| 04 | Kwak Tae-hwi    | Al-Hilal               | 035                     | 05                  | 8. Juli 1981       | 0      | 0    | 0            | 0                | 0           |                        |                      |                    |
| 12 | Lee Yong        | Ulsan Hyundai          | 011                     | 0                   | 24. Dezember 1986  | 3      | 0    | 1            | 0                | 0           |                        |                      |                    |
| 22 | Park Joo-ho     | 1. FSV Mainz 05        | 014                     | 0                   | 16. Januar 1987    | 0      | 0    | 0            | 0                | 0           |                        |                      |                    |
| 03 | Yun Suk-young   | Queens Park Rangers*   | 004                     | 0                   | 13. Februar 1990   | 3      | 0    | 0            | 0                | 0           |                        |                      |                    |
| Mittelfeld |                 |                        |                         |                     |                    |        |      |              |                  |             |                        |                      |                    |
| 08 | Ha Dae-sung     | Beijing Guoan          | 013                     | 0                   | 2. März 1985       | 0      | 0    | 0            | 0                | 0           |                        |                      |                    |
| 14 | Han Kook-young  | Kashiwa Reysol         | 010                     | 0                   | 19. April 1990     | 3      | 0    | 1            | 0                | 0           |                        |                      |                    |
| 16 | Ki Sung-yong    | AFC Sunderland         | 059                     | 05                  | 24. Januar 1989    | 3      | 0    | 1            | 0                | 0           | 2010                   | 4                    | 0                  |
| 07 | Kim Bo-kyung    | Cardiff CityA, #       | 028                     | 03                  | 6. Oktober 1989    | 2      | 0    | 0            | 0                | 0           | 2010                   | 0                    | 0                  |
| 13 | Koo Ja-cheol    | 1. FSV Mainz 05        | 037                     | 12                  | 27. Februar 1989   | 3      | 1    | 1            | 0                | 0           |                        |                      |                    |
| 17 | Lee Chung-yong  | Bolton Wanderers*      | 055                     | 06                  | 2. Juli 1988       | 3      | 0    | 0            | 0                | 0           | 2010                   | 4                    | 2                  |
| 15 | Park Jong-woo   | Guangzhou R&F F.C.     | 010                     | 0                   | 10. März 1988      | 0      | 0    | 0            | 0                | 0           |                        |                      |                    |
| 09 | Son Heung-min   | Bayer 04 Leverkusen    | 025                     | 06                  | 8. Juli 1992       | 3      | 1    | 1            | 0                | 0           |                        |                      |                    |
| Angriff |                 |                        |                         |                     |                    |        |      |              |                  |             |                        |                      |                    |
| 19 | Ji Dong-won     | FC Augsburg            | 028                     | 08                  | 28. Mai 1991       | 2      | 0    | 0            | 0                | 0           |                        |                      |                    |
| 18 | Kim Shin-wook   | Ulsan Hyundai          | 026                     | 03                  | 14. April 1988     | 2      | 0    | 0            | 0                | 0           | 2010                   | 4                    | 0                  |
| 11 | Lee Keun-ho     | Sangju SangmuM2*       | 064                     | 18                  | 11. April 1985     | 3      | 1    | 0            | 0                | 0           |                        |                      |                    |
| 10 | Park Chu-young  | FC Watford*            | 064                     | 24                  | 10. Juli 1985      | 2      | 0    | 0            | 0                | 0           | 2006                   | 1                    | 0                  |
| Trainerstab |                 |                        |                         |                     |                    |        |      |              |                  |             |                        |                      |                    |
| | Hong Myung-bo   | Trainer                | 135                     | 9                   | 12. Februar 1969   |        |      |              |                  |             | 1990, 1994, 1998, 2002 | 16                   | 2                  |
| | Kim Tae-young   | Trainerassistent       | 104                     | 3                   | 12. Februar 1969   |        |      |              |                  |             | 1998, 2002             | 10                   | 0                  |
| | Kim Bong-soo    | Torwarttrainer         | 014                     | 0                   | 4. Dezember 1970   |        |      |              |                  |             |                        |                      |                    |
| | Ikeda Seigo     | Konditionstrainer      |                         |                     | 16. Dezember 1960  |        |      |              |                  |             |                        |                      |                    |
| (*) angegeben sind nur die Spiele und Tore, die vor Beginn der Weltmeisterschaft absolviert bzw. erzielt wurden (Quelle (Stand 16. Mai 2014), aktualisiert nach den Spielen gegen Tunesien und Ghana am 9. Juni 2014) |                 |                        |                         |                     |                    |        |      |              |                  |             |                        |                      |                    |
| 1. 2. |                 |                        |                         |                     |                    |        |      |              |                  |             |                        |                      |                    |

## Endrunde

### Gruppenphase
Bei der am 6. Dezember 2013 vorgenommenen Auslosung der Endrunde wurde Südkorea in die Gruppe H mit Belgien (Gruppenkopf), Algerien und Russland gelost. Gegen Russland wurde das bisher einzige Spiel wenige Tage vor der Auslosung bestritten und in Dubai mit 1:2 verloren. Gegen Belgien gab es zuvor drei Spiele, darunter ein 0:2 in der WM-Vorrunde 1990 und ein 1:1 in der WM-Vorrunde 1998 Das andere Spiel wurde mit 1:2 verloren. Gegen Algerien gab es erst ein von der FIFA gezähltes Spiel, das 1985 mit 2:0 gewonnen wurde. Südkorea hatte vor der WM noch nie in Brasilien gespielt.
Mannschaftsquartier war das Bourbon Cataratas Convention & Spa Resort in Foz do Iguaçu, in der Nähe der Iguazú-Wasserfälle.
| Pl. | Land     | Sp. | S | U | N | Tore    | Diff. | Punkte |
| --- | -------- | --- | - | - | - | ------- | ----- | ------ |
| 1.  | Belgien  | 3   | 3 | 0 | 0 | 004:100 | +3    | 09     |
| 2.  | Algerien | 3   | 1 | 1 | 1 | 006:500 | +1    | 04     |
| 3.  | Russland | 3   | 0 | 2 | 1 | 002:300 | −1    | 02     |
| 4.  | Südkorea | 3   | 0 | 1 | 2 | 003:600 | −3    | 01     |

- Di., 17. Juni 2014, 18:00 Uhr (18. Juni 2014, 00:00 Uhr MESZ) in Cuiabá
 Russland –  Südkorea 1:1 (0:0)
- So., 22. Juni 2014, 16:00 Uhr (21:00 Uhr MESZ) in Porto Alegre
 Südkorea –  Algerien 2:4 (0:3)
- Do., 26. Juni 2014, 17:00 Uhr (22:00 Uhr MESZ) in São Paulo
 Südkorea –  Belgien 0:1 (0:0)

## Sportliche Auswirkungen
In der FIFA-Weltrangliste verlor Südkorea zwar 46 Punkte, konnte sich aber trotz des Vorrundenaus um einen Platz auf Platz 56 verbessern.

## Rücktritte
Trainer Hong Myung-bo trat nach der WM von seinem Amt zurück. Sein Amt übernahm der ehemalige deutsche Nationalspieler und Nationalmannschafts-Cotrainer Uli Stielike.